# Camille Sée

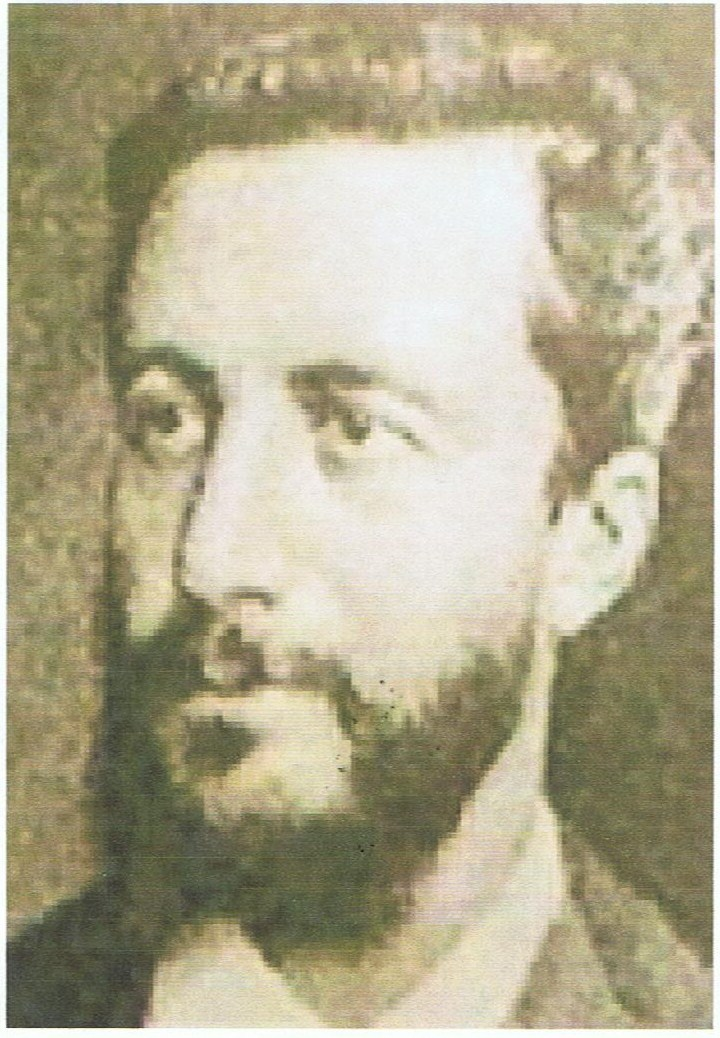
Camille Sée

Camille Salomon Sée (Colmar, 1847–París, 1919) fue un político francés de origen judío.
Era el hijo de un asesor de negocios cuya familia se asentó en Bergheim a principios del siglo XVIII. Fue el promotor de la ley de 1880 que establecía institutos de enseñanza secundaria (Lycées) para niñas, y también creó la École normale supérieure en Sèvres en 1881. Desde 1876 hasta 1881 fue diputado por el departamento del Sena.

## Frases de Camille Sée
- Dicen que la historia se repite. Pero lo cierto es que sus lecciones no se aprovechan.